# Pierdo la cabeza
«Pierdo la cabeza» es una canción del dúo puertorriqueño Zion & Lennox, fue lanzada el 11 de octubre de 2014 y producida por DJ Urba & Rome. El vídeo se lanzó el 27 de enero de 2015 a la plataforma de YouTube y tiene más de 50 000 000 de reproducciones, convirtiéndola en un éxito en las emisoras de Latinoamérica y Estados Unidos. La canción cuenta también con dos remix, uno con Farruko y Yandel, y el último junto al dúo Arcángel & De la Ghetto.

## Vídeo musical
El vídeo se publicó en 17 de enero de 2015 y fue grabado en la ciudad de Nueva York. En el vídeo se observa como la novia de Zion le deja una nota con unas pistas para encontrarla, en ese momento Lennox lo acompaña en su misión y suben a una Cadillac Escalade negra y atraviesan la ciudad hasta encontrarla, después Zion tiene una cita romántica con ella por motivo de su aniversario.

## Remezclas
La canción tiene tres remix, uno con Yandel y Farruko, que logró un mayor éxito que la canción original, obteniendo alrededor de 113 000 000 de reproducciones en diciembre del 2018, y uno con Arcángel & De la Ghetto que, por el contrario tuvo menos éxito que la original, pero sin quedarse atrás, sin embargo el 19 de febrero del 2015 salió una nueva remezcla del tema junto al Dominicano Shadow Blow y Dj Lobo, siendo una versión poco conocida.

## Posiciones
A continuación las posiciones de la canción en algunos países, se marcan con negrita las más altas.
| País                 | Lista                             | Mejor posición |
| -------------------- | --------------------------------- | -------------- |
| Colombia             | National Report                   | 1              |
| España               | PROMUSICAE                        | 8              |
| Estados Unidos       | U.S Billboard Latin Songs         | 9              |
| Estados Unidos       | U.S Billboard Latin Airplay       | 2              |
| Estados Unidos       | U.S Billboard Latin Digital Songs | 7              |
| Estados Unidos       | U.S Billboard Latin Pop Songs     | 5              |
| Estados Unidos       | U.S Billboard Tropical Songs      | 1              |
| República Dominicana | Monitor Latino                    | 5              |